# Глазатый, Иоанн

Обложка книги «Сказание о зачатии Царства Казанского и о победах Великих Князей Московских, … и о взятии того Царства Казанского.» Казань, 1902.

Иоанн Глазатый (Иоанн Глазатой) — русский священник, историк и писатель, предположительно живший в XVI веке. Первый сочинитель в Казанской истории. Сведения о его жизни неточны, и само его существование как реальной личности стоит под вопросом.

## Биография
Выходец из Нижнего Новгорода. Около 1529—1532 года попал в плен к татарам и оказался в Казани, здесь он принял ислам, заслужил доверие местного казанского хана Сафа-Гирея, жил около 20 лет при ханском дворе в большом почёте и занимался научными изысканиями по истории Казанского царства.
После взятия Казани Иваном Грозным в 1552 году Иоанн Глазатый вернулся на родину и вновь перешёл в православную христианскую веру. Есть предположения, что в казанском плену он был тайным московским агентом и вернулся из плена лишь после выполнения полученного от Москвы секретного задания и получил от Иоанна IV землю.
На основе своих знаний по истории Казанского ханства Иоанн Глазатый написал «Сказание, сиречь историю о начале царства Казанского, и о бранех и о победах Великих Князей Московских со цари Казанскими, и о взятии царства Казани, еже ново бысть», включающая события от основания Казани до покорения её царём Иоанном IV в 1552 году, причём о покорении Казани автор говорит, как очевидец.
Этой «Историей», которая дошла до нас в очень большом количестве списков (до 200), находящихся как в русских, так и в западноевропейских библиотеках (Берлин, Дрезден, Оксфорд), пользовались все писавшие о Казанском царстве и о покорении его Иоанном Грозным, начиная с дьяка Андрея Лызлова, составившего в 1692 г. «Скифскую историю» (издана Н. И. Новиковым дважды, в 1776 и 1787 годах, в 3 частях); 3-я книга первой части «Скифской истории» состоит из сокращения «Истории о Казанском царстве».
Впервые сказание И. Глазатого было издано в Петербурге Академией Наук в 1791 году под заглавием «История о Казанском царстве неизвестного сочинителя XVI столетия» с «предуведомлением» Э. С. (предполагают, что это И. Штриттер), по двум старинным спискам, хранящимся в Московском Главном Архиве Министерства Иностранных Дел. Следующие издания, по другим спискам, вышли в 1798 году в Петербурге в «Подробной летописи от начала России до Полтавской баталии» и в 1810 в Казани в «Казанском Вестнике» (не окончено). В 1853 году в приложении ко второй Софийской летописи («Полн. собр. русск. лет.», VI) напечатан отрывок, соответствующий части «Истории о Казанском царстве».
В 1902 в Казани издано Ф. Т. Васильевым «Сказание о зачатии Царства Казанского и о победах Великих Князей Московских со Царьми Казанскими, преславно содеянных, и о взятии того Царства Казанского от Благочестивого Царя и Великого Князя Иоанна Васильевича, вся России Самодержца. — Славянский текст, изданный по рукописи, принадлежащей Ф. Т. Васильеву, с предисловием, указателем и кратким родословием монгольских и татарских ханов, Н. Ф. Катановым» . В 1903 году «История о Казанском царстве» («Казанский Летописец») издана Императорской Археографической Комиссией в томе XIX «Полного собрания русских летописей», под наблюдением Г. З. Кунцевича. Том состоит из 2 частей. В первой части напечатан текст более древней, по составу, редакции, а во второй части — текст древнейшего списка, но более поздней редакции, с дополнениями из рукописей позднейших редакций. Текст первой части издан по 3 спискам: Казанской Духовной Академии из Соловецкой Библиотеки (эта рукопись положена в основание), В. И. Срезневского и Имп. Публ. Библиотеки, а текст второй части — по рукописям Румянцевского Музея, Московской Духовной Академии, Академии Наук, Московского Архива Иностранных Дел и Публичной Библиотеки (всего 8 рукописей, причём в основание положена рукопись Румянцевского Музея В. М. Ундольского, древнейший по времени список).
Анализ текста «Казанской истории» позволяет считать, что её автор обладал обширной эрудицией, в частности, хорошо знал восточнославянское летописание XVI и предшествующих веков и устное народное творчество. Он также обладал незаурядным талантом писателя-публициста, став едва ли не первым из русских мастеров слова, кто сумел в своём литературном творчестве органично соединить приёмы летописания, житийных (биографических), военных повестей и устной поэзии, добиться на этой основе высокой художественной выразительности.
При этом реальность существования самого Иоанна Глазатого подвергается сомнениям рядом ученых, а исследователь «Казанской истории» Г. Н. Моисеева указывает на наличие как минимум двух авторов данного текста.